# Средний (остров, море Лаптевых)
Сре́дний — остров архипелага Северная Земля. Административно относится к Таймырскому Долгано-Ненецкому району Красноярского края.
Расположен в центральной части архипелага в 2,3 километрах к северу от острова Октябрьской Революции в районе бухты Островной на расстоянии около 400 метров к северо-востоку от острова Ближнего.
Остров имеет неровную, слегка вытянутую форму длиной около 450 метров. Существенных возвышенностей не имеет.

## Палеонтология
В отложениях лландоверийской эпохи силурийского периода на острове Средний обнаружены ископаемые чешуйки телодонта Loganellia matura из семейства Loganellidae.